# 1962年フランスグランプリ
1962年フランスグランプリ (1962 French Grand Prix) は、1962年のF1世界選手権第4戦として、1962年7月8日にルーアン・レゼサールで開催された。
ポルシェをドライブするダン・ガーニーが初優勝を挙げ、ポルシェにとってはF1における唯一の優勝となった。ルーアンでフランスGPが開催されたのは1957年以来3回目である。

## レース概要

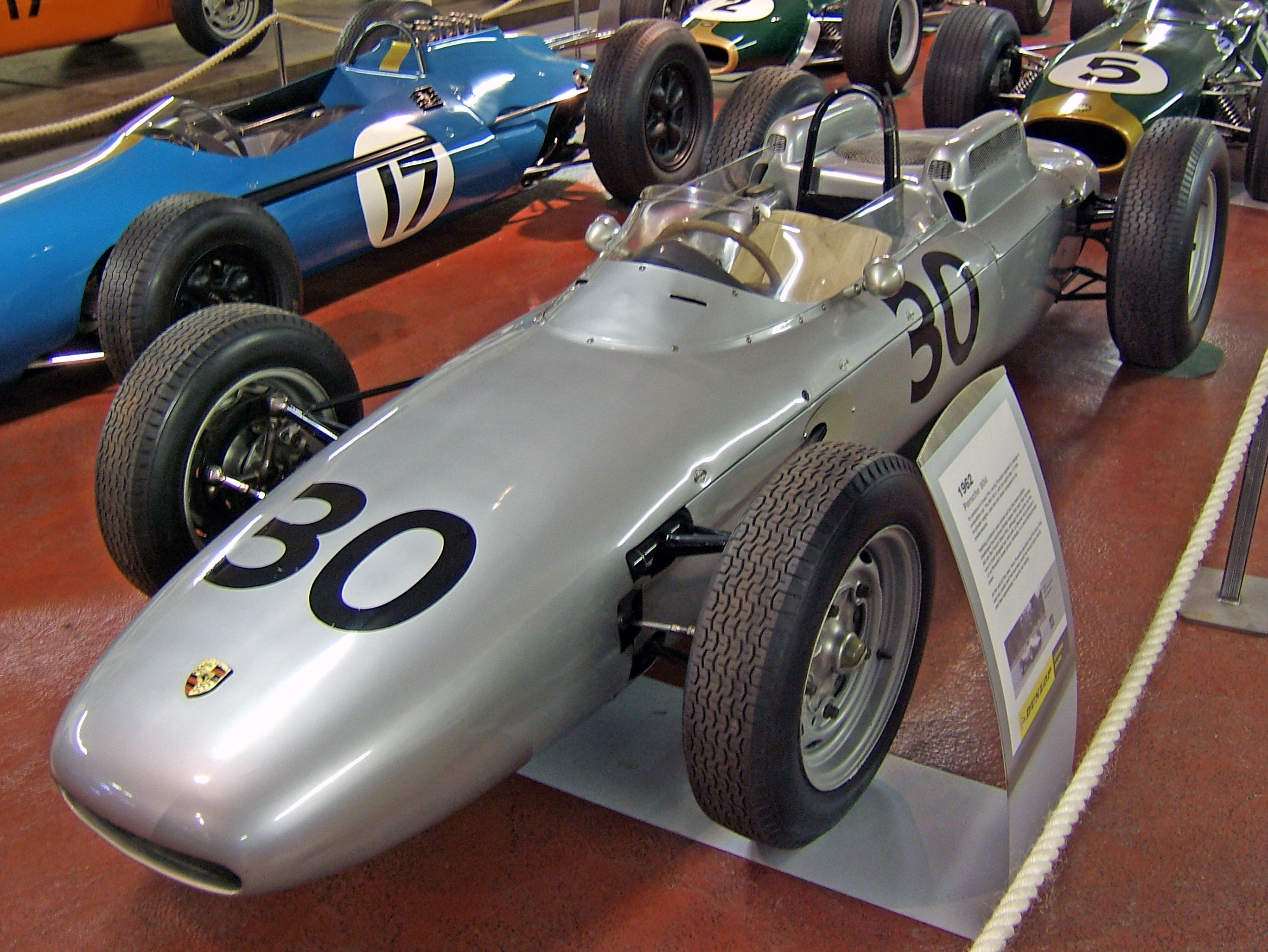
ポルシェ・804

フェラーリはイタリアでの労働ストライキの影響で本レースを欠場したため、ドライバーズランキング2位のフィル・ヒルはスタンドで観戦せざるを得なかった。前戦ベルギーGPを欠場したポルシェが復帰した。
レースはグラハム・ヒルがリードし、ポールポジションのジム・クラークはジョン・サーティースとブルース・マクラーレンと2位争いを繰り広げ、ジャック・ブラバムとダン・ガーニーが続いた。マクラーレンは4速を失いコースアウトで後退する。ブラバムはリアサスペンションが壊れてリタイアとなった。サーティースはイグニッションの問題で8位に後退した。グラハム・ヒルはクラークに22秒差を付けていたが、30周目にジャッキー・ルイスと接触してクラークが首位に立った。グラハム・ヒルは32周目にファステストラップを記録し、33周目にクラークを抜いて首位を奪い返す。クラークは次の周でフロントサスペンションを壊してリタイアとなり、グラハム・ヒルは再び首位を独走していく。しかし、42周目にインジェクションとスロットルリンケージのトラブルでヘアピンでストップしてしまう。これでガーニーが首位に立って優勝し、ガーニーとポルシェにとってはF1初勝利となった。
ポルシェにとっては唯一の勝利であり、空冷エンジン搭載車においても唯一の勝利となった。ドイツのコンストラクターが勝ったのは1955年イタリアGPでのメルセデスのファン・マヌエル・ファンジオ以来7年ぶりで、2008年カナダGPにBMWザウバーのロバート・クビサが優勝するまで、ドイツのコンストラクターは46年間勝利から遠ざかることになる。クーパーのクライマックスV8エンジン搭載車に乗るのは2回目のトニー・マグスが2位、序盤に大きく出遅れたリッチー・ギンサーが3位まで追い上げて表彰台を獲得した。サーティースはグラハム・ヒルが脱落した43周目には2位まで順位を戻していたがマシントラブルが立て続けに発生し、最後はマクラーレンにも抜かれて5位に終わった。

## エントリーリスト
フェラーリはエントリーしていたが欠場したため、カーナンバー2、4、6は使用されなかった。
| チーム                                       | No. | ドライバー                       | コンストラクター | シャシー | エンジン                    |
| -------------------------------------------- | --- | -------------------------------- | ---------------- | -------- | --------------------------- |
| スクーデリア・フェラーリ SpA SEFAC           | 2   | フィル・ヒル 1                   | フェラーリ       | 156      | フェラーリ Tipo178 1.5L V6  |
| スクーデリア・フェラーリ SpA SEFAC           | 4   | リカルド・ロドリゲス 1           | フェラーリ       | 156      | フェラーリ Tipo178 1.5L V6  |
| スクーデリア・フェラーリ SpA SEFAC           | 6   | ロレンツォ・バンディーニ 1       | フェラーリ       | 156      | フェラーリ Tipo178 1.5L V6  |
| スクーデリア・レパブリカ・ディ・ヴェネツィア | 4   | ニーノ・ヴァッカレッラ 1         | ポルシェ         | 718      | ポルシェ 547/3 1.5L F4      |
| スクーデリア・レパブリカ・ディ・ヴェネツィア | 6   | カルロ・マリア・アバーテ 1       | ロータス         | 18       | クライマックス FWMV 1.5L V8 |
| オーウェン・レーシング・オーガニゼーション   | 8   | グラハム・ヒル                   | BRM              | P57      | BRM P56 1.5L V8             |
| オーウェン・レーシング・オーガニゼーション   | 10  | リッチー・ギンサー               | BRM              | P57      | BRM P56 1.5L V8             |
| チーム・ロータス                             | 12  | ジム・クラーク                   | ロータス         | 25       | クライマックス FWMV 1.5L V8 |
| チーム・ロータス                             | 14  | トレバー・テイラー               | ロータス         | 25       | クライマックス FWMV 1.5L V8 |
| チーム・ロータス                             | 16  | ピーター・アランデル 2           | ロータス         | 25       | BRM P56 1.5L V8             |
| ヨーマン・クレジット・レーシングチーム       | 18  | ジョン・サーティース             | ローラ           | Mk4      | クライマックス FWMV 1.5L V8 |
| ヨーマン・クレジット・レーシングチーム       | 20  | ロイ・サルヴァドーリ             | ローラ           | Mk4      | クライマックス FWMV 1.5L V8 |
| クーパー・カー・カンパニー                   | 22  | ブルース・マクラーレン           | クーパー         | T60      | クライマックス FWMV 1.5L V8 |
| クーパー・カー・カンパニー                   | 24  | トニー・マグス                   | クーパー         | T60      | クライマックス FWMV 1.5L V8 |
| ブラバム・レーシング・オーガニゼーション     | 26  | ジャック・ブラバム               | ロータス         | 24       | クライマックス FWMV 1.5L V8 |
| ロブ・ウォーカー・レーシングチーム           | 28  | モーリス・トランティニアン       | ロータス         | 24       | クライマックス FWMV 1.5L V8 |
| ポルシェ・システム・エンジニアリング         | 30  | ダン・ガーニー                   | ポルシェ         | 804      | ポルシェ 753 1.5L F8        |
| ポルシェ・システム・エンジニアリング         | 32  | ヨアキム・ボニエ                 | ポルシェ         | 804      | ポルシェ 753 1.5L F8        |
| UDT・レイストール・レーシングチーム          | 34  | マステン・グレゴリー             | ロータス         | 24       | BRM P56 1.5L V8             |
| UDT・レイストール・レーシングチーム          | 36  | イネス・アイルランド             | ロータス         | 24       | クライマックス FWMV 1.5L V8 |
| エキュリー・マールスベルゲン                 | 38  | カレル・ゴダン・ド・ボーフォール | ポルシェ         | 718      | ポルシェ 547/3 1.5L F4      |
| エキュリー・フィリピネッティ                 | 40  | ジョー・シフェール               | ロータス         | 24       | BRM P56 1.5L V8             |
| エキュリー・ギャロワーズ                     | 42  | ジャッキー・ルイス               | クーパー         | T53      | クライマックス FPF 1.5L L4  |
| アングロ＝アメリカン・エキップ               | 44  | イアン・バージェス 1             | クーパー         | T59      | クライマックス FPF 1.5L L4  |
| ソース:                                      |     |                                  |                  |          |                             |

追記
- タイヤは全車ダンロップ
- ^1 - エントリーしたが出場せず
- ^2 - マシンが準備できず

## 結果

### 予選
| 順位    | No. | ドライバー                       | コンストラクター        | タイム | 差    | グリッド |
| ------- | --- | -------------------------------- | ----------------------- | ------ | ----- | -------- |
| 1       | 12  | ジム・クラーク                   | ロータス-クライマックス | 2:14.8 | —     | 1        |
| 2       | 8   | グラハム・ヒル                   | BRM                     | 2:15.0 | +0.2  | 2        |
| 3       | 22  | ブルース・マクラーレン           | クーパー-クライマックス | 2:15.4 | +0.6  | 3        |
| 4       | 26  | ジャック・ブラバム               | ロータス-クライマックス | 2:16.1 | +1.3  | 4        |
| 5       | 18  | ジョン・サーティース             | ローラ-クライマックス   | 2:16.3 | +1.5  | 5        |
| 6       | 30  | ダン・ガーニー                   | ポルシェ                | 2:16.5 | +1.7  | 6        |
| 7       | 34  | マステン・グレゴリー             | ロータス-BRM            | 2:17.3 | +2.5  | 7        |
| 8       | 36  | イネス・アイルランド             | ロータス-クライマックス | 2:17.5 | +2.7  | 8        |
| 9       | 32  | ヨアキム・ボニエ                 | ポルシェ                | 2:17.9 | +3.1  | 9        |
| 10      | 10  | リッチー・ギンサー               | BRM                     | 2:18.2 | +3.4  | 10       |
| 11      | 24  | トニー・マグス                   | クーパー-クライマックス | 2:18.6 | +3.8  | 11       |
| 12      | 14  | トレバー・テイラー               | ロータス-クライマックス | 2:19.1 | +4.3  | 12       |
| 13      | 28  | モーリス・トランティニアン       | ロータス-クライマックス | 2:20.8 | +6.0  | 13       |
| 14      | 20  | ロイ・サルヴァドーリ             | ローラ-クライマックス   | 2:21.3 | +6.5  | 14       |
| 15      | 40  | ジョー・シフェール               | ロータス-BRM            | 2:23.4 | +8.6  | 15       |
| 16      | 42  | ジャッキー・ルイス               | クーパー-クライマックス | 2:25.5 | +10.7 | 16       |
| 17      | 38  | カレル・ゴダン・ド・ボーフォール | ポルシェ                | 2:26.5 | +11.7 | 17       |
| ソース: |     |                                  |                         |        |       |          |

### 決勝
| 順位    | No. | ドライバー                       | コンストラクター        | 周回数 | タイム/リタイア原因 | グリッド | ポイント |
| ------- | --- | -------------------------------- | ----------------------- | ------ | ------------------- | -------- | -------- |
| 1       | 30  | ダン・ガーニー                   | ポルシェ                | 54     | 2:07:05.5           | 6        | 9        |
| 2       | 24  | トニー・マグス                   | クーパー-クライマックス | 53     | +1 Lap              | 11       | 6        |
| 3       | 10  | リッチー・ギンサー               | BRM                     | 52     | +2 Laps             | 10       | 4        |
| 4       | 22  | ブルース・マクラーレン           | クーパー-クライマックス | 51     | +3 Laps             | 3        | 3        |
| 5       | 18  | ジョン・サーティース             | ローラ-クライマックス   | 51     | +3 Laps             | 5        | 2        |
| 6       | 38  | カレル・ゴダン・ド・ボーフォール | ポルシェ                | 51     | +3 Laps             | 17       | 1        |
| 7       | 28  | モーリス・トランティニアン       | ロータス-クライマックス | 50     | +4 Laps             | 13       |          |
| 8       | 14  | トレバー・テイラー               | ロータス-クライマックス | 48     | +6 Laps             | 12       |          |
| 9       | 8   | グラハム・ヒル                   | BRM                     | 44     | +10 Laps            | 2        |          |
| 10      | 32  | ヨアキム・ボニエ                 | ポルシェ                | 43     | ギアボックス        | 9        |          |
| Ret     | 12  | ジム・クラーク                   | ロータス-クライマックス | 34     | サスペンション      | 1        |          |
| Ret     | 42  | ジャッキー・ルイス               | クーパー-クライマックス | 28     | アクシデント        | 16       |          |
| Ret     | 20  | ロイ・サルヴァドーリ             | ローラ-クライマックス   | 21     | 油圧                | 14       |          |
| Ret     | 34  | マステン・グレゴリー             | ロータス-BRM            | 15     | オーバーヒート      | 7        |          |
| Ret     | 26  | ジャック・ブラバム               | ロータス-クライマックス | 11     | サスペンション      | 4        |          |
| Ret     | 40  | ジョー・シフェール               | ロータス-BRM            | 6      | クラッチ            | 15       |          |
| Ret     | 36  | イネス・アイルランド             | ロータス-クライマックス | 1      | パンクチャー        | 8        |          |
| ソース: |     |                                  |                         |        |                     |          |          |

ラップリーダー
- 1-30=グラハム・ヒル、31-33=ジム・クラーク、34-42=G.ヒル、43-54=ダン・ガーニー

## 第4戦終了時点のランキング
|    | 順位 | ドライバー             | ポイント |
| -- | ---- | ---------------------- | -------- |
|    | 1    | グラハム・ヒル         | 16       |
|    | 2    | フィル・ヒル           | 14       |
| 1  | 3    | ブルース・マクラーレン | 12       |
| 1  | 4    | ジム・クラーク         | 9        |
| 18 | 5    | ダン・ガーニー         | 9        |

|   | 順位 | コンストラクター        | ポイント |
| - | ---- | ----------------------- | -------- |
|   | 1    | BRM                     | 20       |
| 2 | 2    | クーパー-クライマックス | 17       |
| 1 | 3    | ロータス-クライマックス | 15       |
| 1 | 4    | フェラーリ              | 14       |
| 1 | 5    | ポルシェ                | 12       |

- 注:  トップ5のみ表示。ベスト5戦のみがカウントされる。